# Driewegen (Terneuzen)

wijk Driewegen en Hugersluys

Driewegen of 't Naaiekussen of Naaikussen is een voormalige buurtschap in de gemeente Terneuzen in de Nederlandse provincie Zeeland.
Tegenwoordig is Driewegen opgenomen in het zuiden van de bebouwde kom van de stad Terneuzen. De buurtschap ligt ten noordoosten van het bedrijventerrein Handelspoort en ten oosten van het havengebied dat zich uitstrekt langs het Kanaal Gent-Terneuzen.
De oorspronkelijke bebouwing van de buurtschap is nog te zien aan de Hogendijk, de Driewegenstraat, de Sint-Annastraat en de Oudelandseweg. Een groot deel van de wijk, die een totale oppervlakte heeft van 21 hectare, wordt ingenomen door volkstuintjes. Vroeger was Driewegen echt een apart "dorpje". Het had een eigen bakkerij, supermarkt, school, fietsenmaker en zelfs een café. Die tijden zijn veranderd: een bouwgroothandel en hetzelfde café zijn de enige overgebleven ondernemingen.
Schrijver en dichter Jacques Hamelink (1939-2021) werd in Driewegen geboren.